# The Mutiny of the Elsinore (film 1920)
The Mutiny of the Elsinore è un film muto del 1920 diretto da Edward Sloman. La sceneggiatura si basa sull'omonimo romanzo di Jack London pubblicato a New York nel 1914.

## Produzione
Il film, prodotto dalla C.E. Shurtleff Inc., venne girato a Broadway, Los Angeles.

## Distribuzione
Il copyright del film, richiesto dalla Metro Pictures Corp., fu registrato il 10 settembre 1920 con il numero LP15519.
Distribuito dalla Metro Pictures Corporation, il film uscì nelle sale cinematografiche USA nell'ottobre 1920.